# هواژل

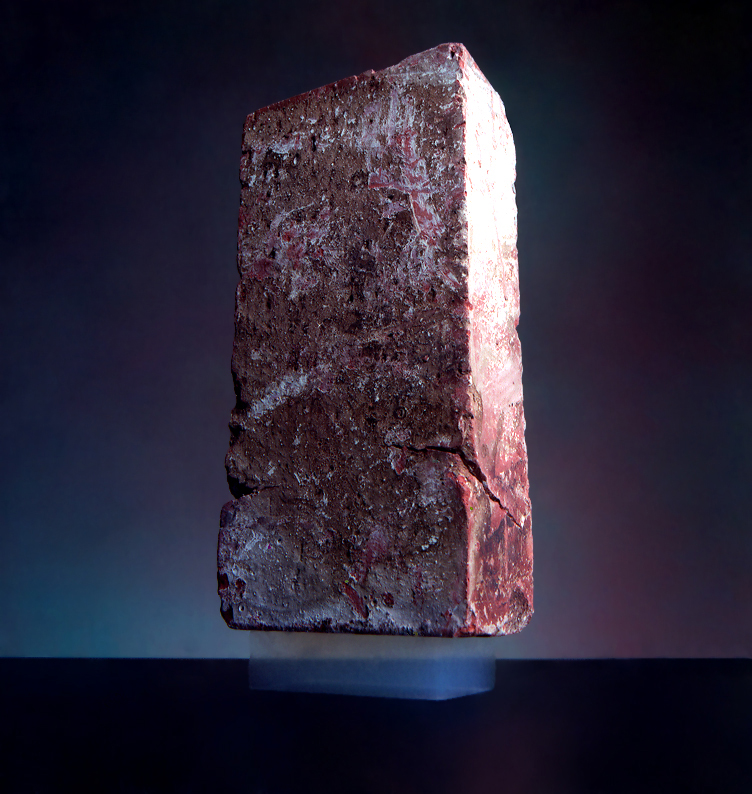
یک قطعه آجر ۲٫۵ کیلوگرمی روی تکه‌ای ۲ گرمی از هواژل (ماده شفاف زیر آجر) گذاشته شده‌است.

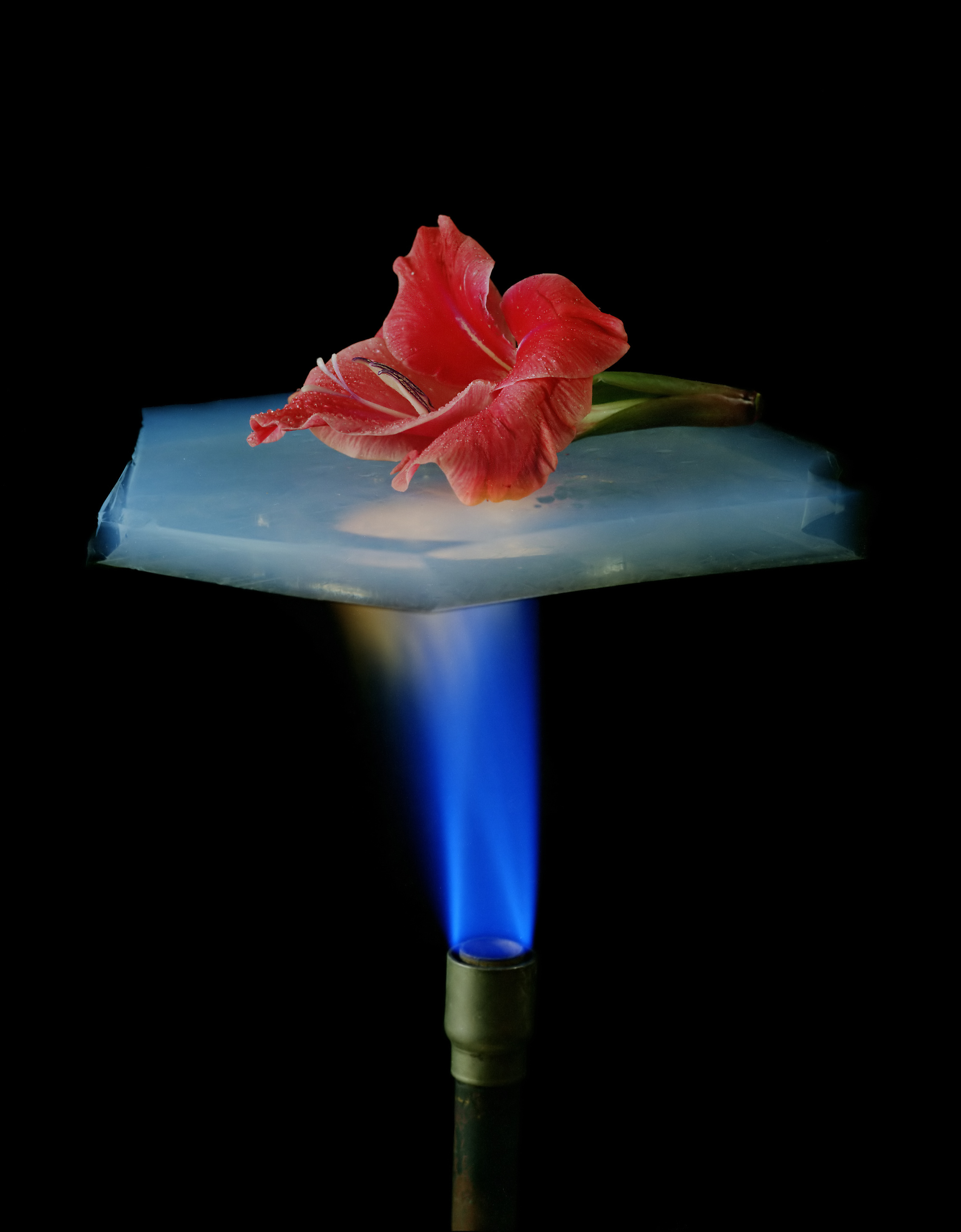
گلی که بر روی تکه‌ای از ایروژل حرارت دیده معلق گردیده؛ ایروژل عایق حرارتی بسیار خوبی است، چنان‌که گل از حرارت شعله هیچ آسیبی ندیده‌است.

هَوا-ژِل یا ایروژل یک ماده تولیدی است که کمترین چگالی را در میان مواد جامد دارد. این مادّه از یک ژل به دست می‌آید که در آن قسمت مایع ژل با گاز جایگزین می‌شود. نتیجه این فرایند ماده‌ای جامد با چگالی بسیار کم و در عین حال، ویژگی قابل‌توجه در زمینه عایق گرمایی است.
هواژل در فرهنگ عامه مردم تحت نام‌های دیگری هم‌چون دود منجمد، دود جامد، هوای جامد یا دود آبی نیز شناخته می‌شود که این نام‌گذاری‌ها به دلیل ظاهر شفاف و نیز نحوه پخش نور در این ماده‌است.
هواژل برای نخستین بار توسط ساموئل استفان کیستلر در سال ۱۹۳۱ ساخته شد و تولید آن بر اساس یک شرط‌بندی برای جایگزین کردن قسمت مایع ژله خوراکی با گاز بود بدون آن‌که ساختار ژله در هم بشکند.
فرایند تولید هواژل شامل استخراج بخش مایع ژل با استفاده از روش خشکاندن فوق بحرانی می‌باشد. با استفاده از این روش مایع به آهستگی از درون شبکه جامد ژل خارج می‌شود بدون آنکه به این شبکه آسیبی برسد و در اثر نیروی مویینگی در هم بشکند؛ مثلاً، ژله خوراکی در اثر تبخیر معمولی دچار درهم‌شکستگی ساختار شبکه جامد می‌شود. نخستین نمونه‌های هواژل از ژل اکسید سیلیسیم ساخته شدند و هواژل سیلیسی نامیده شدند. بعدها، کیستلر هواژل‌هایی با پایه اکسید آلومینیم، کروم و قلع ساخت. هواژل‌های کربنی در اواخر دهه ۸۰ میلادی ساخته شدند
هواژل، سبک‌ترین ماده جامد شناخته شده در جهان است که چگالی سبک‌ترین نمونه ساخته شده از آن، تنها سه برابر هواست. ویژگی‌های منحصربه‌فرد این ماده آن را یکی از پرکاربردترین مواد به کار رفته در مأموریت‌های فضایی ساخته‌است. به عنوان نمونه، مسئولان ناسا از هواژل به منظور جلوگیری از یخ‌زدگی ربات مریخ‌نورد در شب‌های سیاره مریخ استفاده کردند. هم‌چنین این ماده برای گردآوری ذرات کیهانی در فضا بسیار مناسب است و در جریان مأموریت «استارداست» از آن برای جمع‌آوری مواد موجود در هاله پیرامون دنباله‌دار وایلد-۲ استفاده شد.

## خواص
خواص نوری:خواص نوری ایروژل‌ها به شرط تولید بستگی دارد. این مواد در روشنایی به رنگ زرد و در تاریکی آبی دیده می‌شود. روش‌های مختلف حذف آب یا رطوبت از ساختار ایروژل هاو شرایط واکنش از جمله پارامترهای مهم و مؤثر در خاصیت نوری ایروژل هامطرح هستند.
خواص مکانیکی:شکنندگی انعطاف‌پذیری و پایداری ابعاد از جمله پارامترهای مهم در خواص مکانیکی ایروژل‌ها هستند. فشار الاستیک در ایروژل‌ها در حدود۴–۲درصدواستحکام کششی نیز در حدود 0.02N/mm2است. ایروژل‌هایی که از طریق کاتالیزور اسیدی یا خنثی تهیه می‌شوند نسبت به ایروژل‌هایی که به وسیله کاتالیزور بازی سنتز می‌شود دو برابر سفتی بیشتری دارند.
هدایت گرمایی:هدایت گرمایی ایروژل‌ها تابعی از پارامترهایی است:۱-انتقال گرما به وسیله فاز جامد ۲-انتقال گرما به وسیله فاز گازی ۳-انتقال گرما به وسیله بازتابش.
هدایت گرمایی فازجامد با افزایش چگالی افزایش می‌یابد. در حالی که هدایت گرمایی فاز گازی با افزایش چگالی کاهش می‌یابد و انتقال گرما از طریق تشعشع مستقل از چگالی ایروژل هاست. کمترین هدایت گرمایی ایروژل‌ها در چگالی0.15g/cm3 است.
دیواره‌های شفاف:ایروژل‌ها به شدت اشعه فرو سرخ راجذب می‌کنند و کمترین ضریب هدایت گرمایی در میان جامدها را دارا می‌باشد که از آن‌ها به عنوان یک عایق حرارتی شفاف استفاده می‌شود که مانعی برای انتقال نور خورشید و انتقال حرارت مناسب است. %۹۱ از تابش ورودی در سطح زمین نهفته‌است که طول موج‌های ۴۰۰–۲۰۰ نانومتر می‌باشد که در آن شفافیت ایروژل‌ها کمتر از شیشه معمولی است. با این وجود در مقایسه با شیشه ایروژل‌ها یک عایق حرارتی منحصر به فردند که برای تجمع کارامد تر انرژی خورشیدی و حفظ گرمای ارائه شده از سیستم‌های گرمایشی استفاده می‌شوند.

## کاربردها

### کاربردهای ساختمانی
ویژگی برجستهٔ ایروژل‌ها باعث می‌شود تا در ساختمان‌ها نیز مورد استفاده قرار گیرند. هدایت گرمایی کم و شفافیت ایروژلها باعث می‌شود تا در سقف‌ها پنجره‌ها و پوشش‌های کلکتور خورشیدی کاربرد داشته باشد. ویژگی‌های صوتی ایروژل‌ها آن‌ها را تبدیل به عایق‌های صوتی خوبی کرده‌است. صفحهٔ ایروژل با پراکندگی بهبود قابل توجهی در خاصیت عایق صوتی نشان می‌دهد. بوراتی و مورتی با ترکیب چندین نوع شیشه با ایروژل‌ها گرانولی و یکپارچه هشت نمونه ساختند.نتایج نشان داد که انتقال نور ایروژل یکپارچه بهتر از ایروژل گرانولی است. هم چنین نشان داد که ایروژل گرانولی خاصیت عایق صوتی ساختمان را بهبود می‌بخشد. اندازه‌گیری‌های صوتی نشان داد که ضریب عایق صوتی Rبرای پنجره‌هایی که فضای میانی شان ایروژل است ۳دسی بل بیشتر از پنجره‌های مشابهی است که در فضای میانی شان هوا وجود دارد. جیبیات و همکارانش ویژگی‌های صوتی ایروژل سیلیسی استوانه‌ای را در محدودهٔ شنوایی و ما فوق صوت مورد بررسی قرار دادند. اندازه‌گیری‌های سرعت برای فرکانس‌های ما فوق صوت پایین نشان دادند که ایروژل‌ها با چگالی کم می‌توانند تضعیف غیرمنتظره‌ای در باندهای فرکانسی تعریف شده داشته باشد. اما اندازه‌گیری امپدانس صوتی نمونه‌ها در محدودهٔ شنیداری نشان داد که نتایج وابسته به شکل هندسی یا شرایط مرزی اعمال شده ذر نمونه‌ها است.

### کاربردهای آکوستیک
ایروژل هاامپدانس آکوستیک بسیار پایینی دارند و به عنوان کاندیدای مناسبی برای ساخت تجهیزات جاذب صدا و ضربه مطرح هستند. کارایی عایق آکوستیکی کامپوزیت‌های سیلیکاایروژل محدوده فرکانس پایین بسیار عالی است.

### کاربرد کاتالیزوری
اکسیدهایی که برای عملکرد کاتالیزوری مناسب باشد به فرم ایروژل می‌توانند سنتز شوند. ایروژل‌ها به صورت پودر گرانول و ساختار مونولیت (این مونولیت که در واقع بستری با سطح ویژه زیاد برای قرارگیری مواد کاتالیزوری است معمولاً به شکل استوانه‌ای با سطح مقطع دایره یا بیضی است) می‌توانند تهیه شوند. کاربرد کاتالیزوری این ترکیبات از سال۱۹۷۴مورد تحقیق و بررسی بوده‌است. برخی از واکنش‌هایی که ایروژل‌ها نقش کاتالیزوری ایفا کرده‌است عبارت است از:نیترو اکسیداسیون هیدرو کربن‌ها به نیتریلها-هیدروژناسیون نیترو بنزن‌ها به انیلین وکاتالیزور احتراق در اگزوز اتومبیل.

### کاربردهای الکتریکی والکترونیکی
ایروژل‌های کربنی گزینهٔ مناسبی جهت استفاده در ساختار الکترودهای باتری‌ها و حسگر خازن‌ها هستند زیرا مقاومت الکتریکی پایینی از خودشان نشان می‌دهند. بالا بردن مساحت سطح در واحد حجم ایروژل‌ها باعث می‌شود تا بار الکتریکی بیشتری ذخیره شود و این عملکرد برای حسگرهای خازن بسیار مناسب است. ایروژل‌های آلی و ایروژل‌های از نوع اکسید فلزی مواد بسیار مناسبی برای کاربردهای دی الکتریک پایین هستند و می‌توان ازآنها در تهیهٔ عایق‌های ولتاژ بالا استفاده نمود فیلم‌های ایروژل نیز برای ساخت میکرو الکترونیک‌ها مناسب هستند. خاصیت دی الکتریک پایین ایروژل‌ها باعث بالا رفتن سرعت مدارهای الکترونیکی می‌شود و همچنین ثابت دی الکتریک ایروژل‌ها قابل کنترل است زیرا با کنترل درجه تخلخل و چگالی این مواد می‌توانند ثابت دی الکتریک را نیز به دلخواه تغییر داد.

### کاربرهای اپتیکی
مکان استفاده از ایروژل‌ها در محدوده طول موج ۱۰۰–۲۰ نانومتر به عنوان فیلترهای نوری وجود دارد. همچنین درساختار لیزرها و منابع نور رادیو لومینسانس نیز کاربرد دارد. فیلم‌های ایروژل می‌توانند به عنوان پوشش اپتیک بر روی سلول‌های خورشیدی نصب شوند زیرا ضریب شکست پایینی دارند در ضمن این فیلم‌ها را به لایه خارجی فیبرهای نوری نیز اعمال می‌کنند تا کارایی جذب نور و ضریب انتشار بهبود یابد.

### عایق‌حرارتی
ایروژل هاکمترین مقدار هدایت گرمایی را نسبت به به دیگر عایق‌ها دارد. از جمله مزایای دیگر ایروژها آتش‌گیر نبودن آنهاست. این عایق‌ها در سیستم‌های گرمایشی و سرمایشی و باتریهای با کاربرد دمای بالا؛ عایق لوله‌ها؛ مخازن تحت گرما و سرما لوله اگزوز ماشین به عنوان پوشش جاذب انرژی خورشید در سلول‌های خورشیدی جهت ذخیره‌سازی انرژی و… می‌توانند به کار برده شوند.